# 9391 Slee
9391 Slee è un asteroide della fascia principale. Scoperto nel 1994, da McNaught presso Siding Spring presenta un'orbita caratterizzata da un semiasse maggiore pari a 2,7404720 UA e da un'eccentricità di 0,3141295, inclinata di 12,00859° rispetto all'eclittica.